# NGC 1232
NGC 1232 je galaksija u zviježđu Eridan.

## Vanjske poveznice
- SEDS: NGC 1232